# Yakko's World
Yakko's World či Nations of the World (do češtiny též překládáno jako Jokův svět či Jokův zeměpis) je píseň z amerického animovaného seriálu Animáci. Autorem textu je skladatel Randy Rogel a jako hudba posloužila melodie „The Mexican Hat Dance“.
V písni vystupuje Yakko Warner, jedna ze tří hlavních postav, a zpívá o všech národech světa. Píseň obsahuje chyby, například Grónsko je započítáno jako samostatný stát. Vzhledem k tomu, že píseň vznikala na počátku 90. let 20. století, některé země dnes již neexistují, například Československo či Sovětský svaz.
V souvislosti s písní vzniklo mnoho internetových memů.[zdroj?]

## Originální text
- poprvé vysíláno: 14. září 1993
- stanice: Fox Kids
- zpěv: Rob Paulsen

And now, the nations of the world, brought to you by Yakko Warner!

United States, Canada, Mexico, Panama,

Haiti, Jamaica, Peru,

Republic Dominican, Cuba, Caribbean,

Greenland, El Salvador, too.

Puerto Rico, Colombia, Venezuela,

Honduras, Guyana, and still,

Guatemala, Bolivia, then Argentina,

And Ecuador, Chile, Brazil.

Costa Rica, Belize, Nicaragua, Bermuda,

Bahamas, Tobago, San Juan,

Paraguay, Uruguay, Suriname,

And French Guiana, Barbados, and Guam.

Norway, and Sweden, and Iceland, and Finland,

And Germany, now in one piece,

Switzerland, Austria, Czechoslovakia,

Italy, Turkey, and Greece.

Poland, Romania, Scotland, Albania,

Ireland, Russia, Oman,

Bulgaria, Saudi Arabia, Hungary,

Cyprus, Iraq, and Iran.

There's Syria, Lebanon, Israel, Jordan,

Both Yemens, Kuwait, and Bahrain,

The Netherlands, Luxembourg, Belgium, and Portugal,

France, England, Denmark, and Spain.

India, Pakistan, Burma, Afghanistan,

Thailand, Nepal, and Bhutan,

Kampuchea, Malaysia, then Bangladesh, Asia,

And China, Korea, Japan.

Mongolia, Laos, and Tibet, Indonesia,

The Philippine Islands, Taiwan,

Sri Lanka, New Guinea, Sumatra, New Zealand,

Then Borneo, and Vietnam.

Tunisia, Morocco, Uganda, Angola,

Zimbabwe, Djibouti, Botswana,

Mozambique, Zambia, Swaziland, Gambia,

Guinea, Algeria, Ghana.

Burundi, Lesotho, and Malawi, Togo,

The Spanish Sahara is gone,

Niger, Nigeria, Chad, and Liberia,

Egypt, Benin, and Gabon.

Tanzania, Somalia, Kenya, and Mali,

Sierra Leone, and Algiers,

Dahomey, Namibia, Senegal, Libya,

Cameroon, Congo, Zaire.

Ethiopia, Guinea-Bissau, Madagascar,

Rwanda, Mahore and Cayman,

Hong Kong, Abu Dhabi, Qatar, Yugoslavia...

Crete, Mauritania, then Transylvania,

Monaco, Liechtenstein, Malta, and Palestine,

Fiji, Australia, Sudan!

## Česká verze
- poprvé vysíláno: 18. prosince 1994
- stanice: ČT1
- zpěv: Libor Terš

A nyní, Ukazovátkem po mapě světa, jak ji vidí Joko Warner!

 

Amerika, Kanada, Mexiko, Panama,

Haiti, Jamajka, Peru,

Státy na Antilách, Karibské moře,

až z Grónska do Salvadoru.

Portoriko, Kolumbie, Venezuela,

i v Hondurasu to žije,

Guatemala, Bolívie, pak Argentina,

a z Chile do Brazílie.

Kostarika, Belize, Nikaragua a Bermudy,

Bahamy, San Juan,

Paraguay, Uruguay, Surinam,

Francouzská Guyana a ostrov Guam.

 

Norsko a Švédsko, Island a Finsko

a sjednocené Německo,

Švýcarsko, Rakousko, Čechy a Slovensko,

Itálie a Řecko,

Polsko, Rumunsko, Skotsko, Albánie,

Irsko, Rusko, Omán,

Bulharsko, Saúdská Arábie, Maďarsko,

Kypr, Irák, Írán.

Tady je Sýrie, Libanon, Izrael, Jordánsko,

Jemen, Kuvajt,

Holandsko, Belgie,

Francie, Anglie, Španělé Španělsko maj.

 

Indie, Pákistán, Barma, Afghánistán,

Thajsko, Nepál, Bhútán,

Kambodža, Malajsie, Bangladéš,

Čína, Koreu i Japonsko znám.

Mongolsko, Laos, Tibet, Indonésie,

Filipíny a Taiwan,

Srí Lanka, Nová Guinea, Sumatra, Nový Zéland

a Vietnam

Tunisko, Maroko, Uganda, Angola,

Zimbabwe, Džibutsko, Botswana,

Mozambik, Zambie, Svazijsko, Gambie,

Guinea, Alžírsko, Ghana.

 

Burundi, Lesotho, Malawi, Togo,

Sahara je poušť jako hrom,

Niger, Nigérie, Čad a Libérie,

Egypt, Benin a Gabon.

Tanzanie, Somálsko, Keňa a Mali,

Alžírie Al Jazair,

Dahome, Namibie, Senegal, Lybie,

Kamerun, Kongo a Zair,

Etiopie, Guinea-Bissau

a Rwanda i Kajmanské ostrovy znám,

Hong Kong a bývalá Jugoslávie...

To Mauritánie a Transylvánie

a Monako, Malta, Palestina,

Fidži, Austrálie a Súdán.